# Tákis Nikoloúdis
Dimítrios Nikoloúdis (en grec: Δημήτριος Νικολούδης), plus souvent appelé Tákis Nikoloúdis (Τάκης Νικολούδης), né le 26 août 1951, est un ancien joueur professionnel de football grec.

## Carrière
Nikoloúdis commence sa carrière à l'âge de 19 ans en Crête à l'Iraklis en 1970. Sa première saison s'achève par une 5e place. Il n'arrive pas à s'imposer avec son club, ce dernier n'arrivant pas à se maintenir en dehors du milieu du classement. Cependant, Takis monte un à un les échelons et devient un élément moteur de l'équipe. Il remporte le titre de meilleur buteur de la Coupe de Grèce 1974-1975 ex æquo avec Michalis Kritikopoulos. Sa détermination est récompensée par une Coupe de Grèce remportée face à l'Olympiakos aux tirs au but.
Après six ans passés dans le club, Nikoloúdis s'engage avec L'AEK et remporte divers trophées, comme ceux du championnat et de la Coupe, à de nombreuses reprises. Il quitte Athènes pour son port[pas clair] et continue la série qu'il avait commencée avec l'AEK, devenant champion trois fois en trois saisons à l'Olymp.
Il revient à l'AEK et remporte son dernier trophée, celui de la Coupe de Grèce après une victoire sur le PAOK 2-0. Après un passage à l'Apollon Kalamarias, Takis prend sa retraite des terrains.

## Palmarès
- Championnat de Grèce de football: 1977-1978; 1978-1979; 1979-1980; 1980-1981; 1981-1982 (5 fois)
- Coupe de Grèce de football: 1975-1976; 1977-1978; 1980-1981; 1982-1983 (4 fois)